# Chiesa di Santa Croce (Mara)
La chiesa di Santa Croce è un edificio religioso situato a Mara, centro abitato della Sardegna nord-occidentale. Consacrata al culto cattolico, fa parte della parrocchia di San Giovanni Battista, diocesi di Alghero-Bosa.
La chiesa, edificata durante il XVII secolo, sorge nel centro storico del paese. In origine oratorio della confraternita di Santa Croce, nel 1940 venne sconsacrata e occupata dai militari; in seguito venne restaurata e riaperta al culto. 

L'edificio ha pianta longitudinale mononavata sulla quale si affacciano due piccole cappelle laterali voltate a botte. La facciata, priva di particolari decorativi, è segnata da una finestrella circolare e dal portale in pietra calcarea sul quale si erge un piccolo campanile a vela.

## Galleria d'immagini

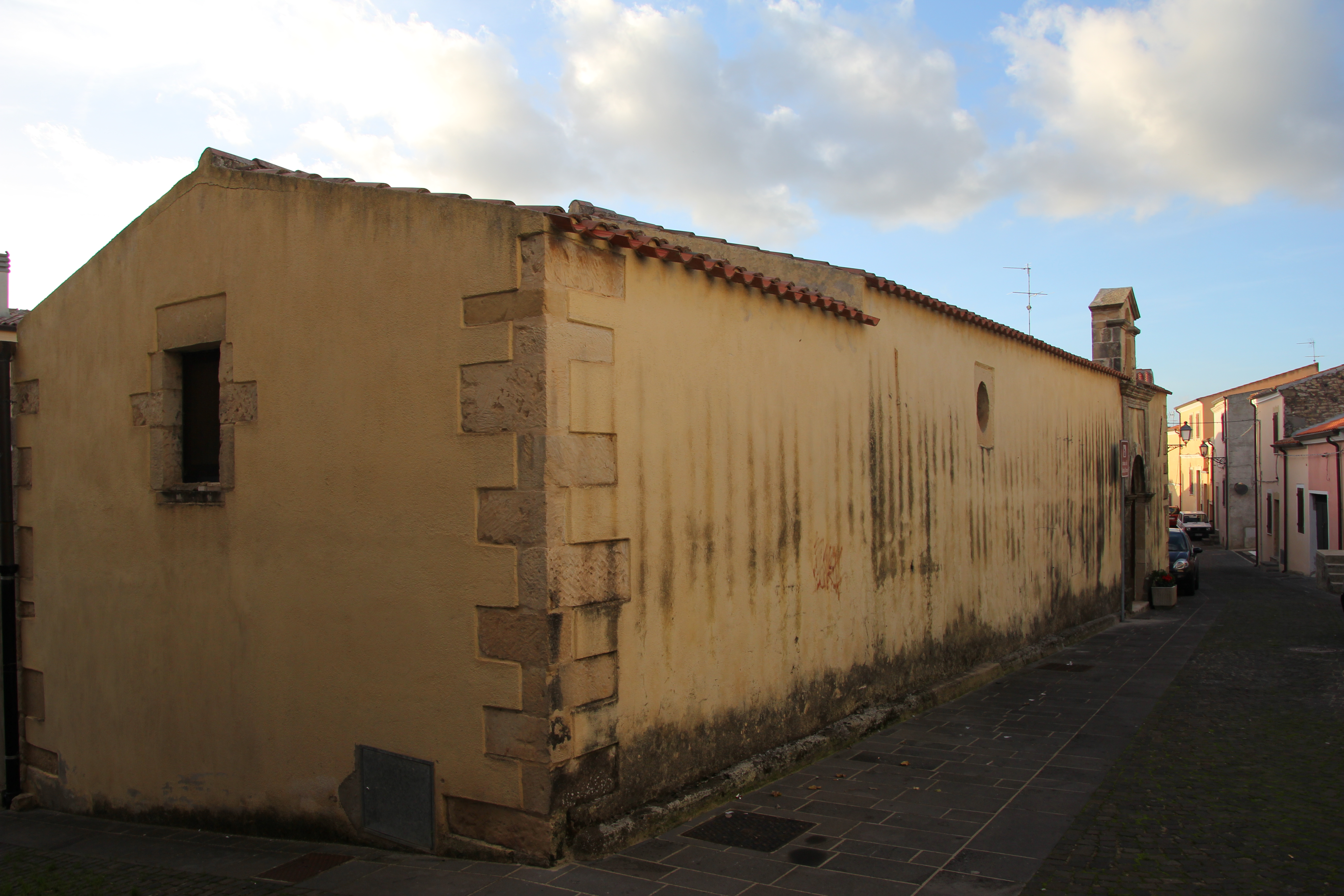
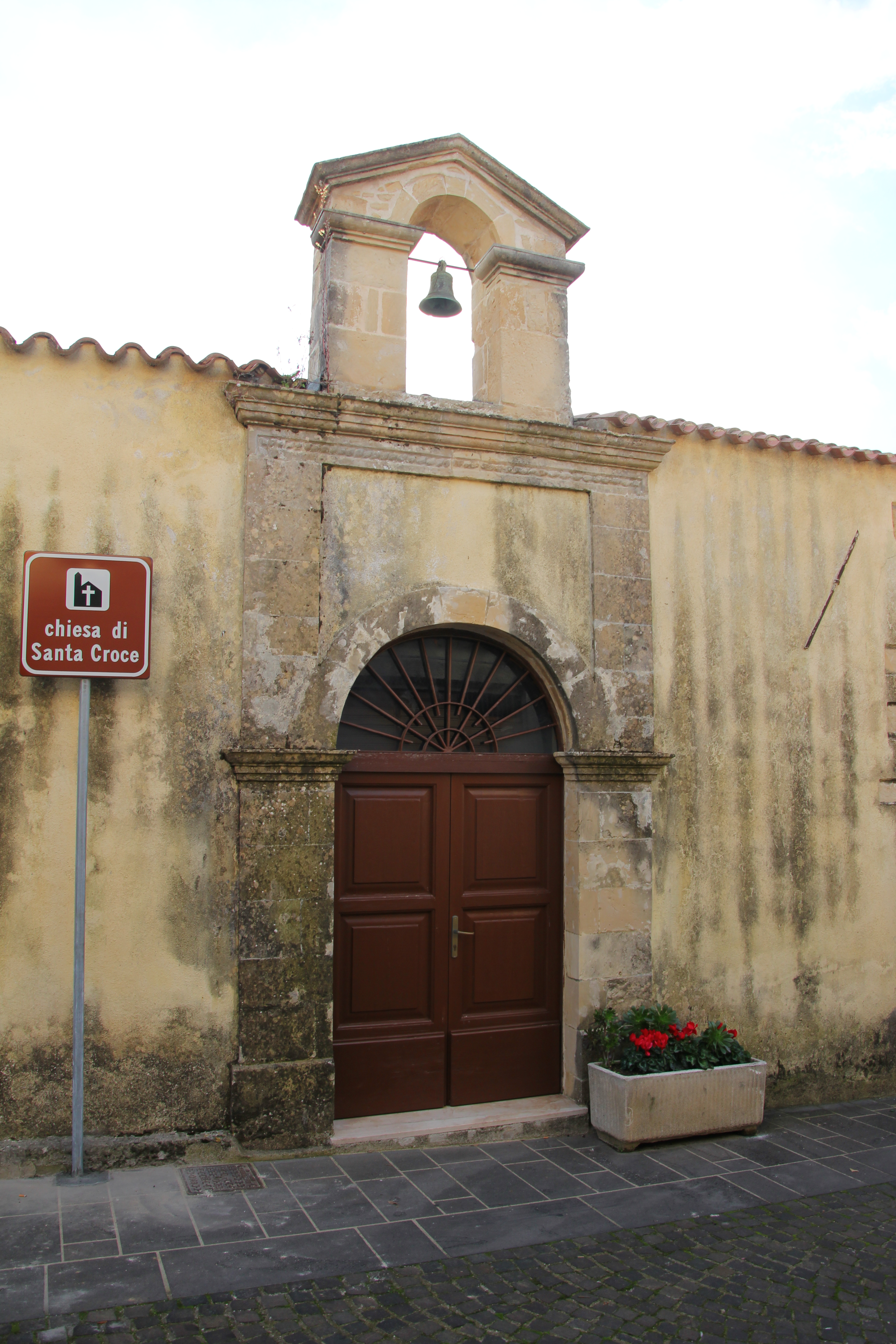